# Џамија Орашје (Добој)
Џамија Орашје је џамија у насељу Орашје у Добоју.

## Историјат[1]
Џемат се налази у Орашју, насељу у западном дијелу Добоја на западним обронцима брда Крњин. Овом џемату припадају насеље Рашка, Кнеза Милоша и Видовданска. Броји око 290 домаћинстава. 
Прва џамија саграђена је 1978. године. Током рата у Босни и Херцеговини џамија је срушена. Реконструкција џамије је почела 2005. године, а отворена је за јавност 2007. године.

## Архитектура
Џамија у насељу Орашје у Добоју је махалски тип џамије.